# Appuntamento con l'amore (film 2010)
Appuntamento con l'amore (Valentine's Day) è un film del 2010 diretto da Garry Marshall. 
Film corale che ruota attorno a 10 differenti storie ambientate a Los Angeles il giorno di San Valentino.
Il film è stato distribuito negli Stati Uniti e in gran parte del mondo il 12 febbraio 2010, mentre in Italia il 12 marzo 2010, incassando 1398000 €.
Nel 2011 Garry Marshall ha diretto un nuovo film dello stesso genere, che condivide parte del cast e del team di produzione di Appuntamento con l'amore, ma non ne costituisce un sequel: Capodanno a New York.

## Trama
È San Valentino e il fiorista Reed Bennett propone alla fidanzata Morley Clarkson di sposarsi, e lei accetta subito, ma il giorno stesso lei cambia idea e lo lascia. Su un aereo per Los Angeles, Kate Hazeltine, un capitano dell'esercito degli Stati Uniti con un solo giorno di congedo, fa amicizia con Wilson Holden. Quando l'aereo atterra e Kate deve aspettare per ore il taxi, Holden le offre la sua limousine, e Kate accetta.
Julia, una maestra elementare, si è innamorata del dr. Harrison Copeland, ma non sa che lui è sposato con Pamela. Harrison le dice che ha bisogno di andare a San Francisco per un viaggio d'affari. Volendo fargli una sorpresa, Julia inizialmente decide di volare a San Francisco, prima incoraggiata poi messa in guardia da Reed, che aveva incontrato Harrison al suo negozio di fiori e aveva scoperto tutto. Julia alla fine però non prende l’aereo, e decide di andare all’ospedale di Los Angeles dove Harrison lavora e scopre che è sposato e prende il nome del ristorante dove lui e sua moglie saranno quella sera. Il proprietario del ristorante, padre di uno dei suoi alunni, le permette di vestirsi da cameriera, e Julia fa una scenata al ristorante imbarazzando Harrison e creando sospetti alla moglie Pamela. Uno degli studenti di Julia, Edison, ordina dei fiori da Reed, da inviare alla sua maestra. Julia suggerisce a Edison di dare i fiori ad una ragazza di nome Rani, della sua classe, che ha una cotta per lui.
La baby sitter di Edison, Grace Smart sta progettando di perdere la sua verginità con il suo fidanzato Alex Franklin. L'incontro previsto va storto quando la madre di Grace scopre Alex nudo nella stanza della figlia, mentre sta provando una canzone che ha scritto per Grace. I nonni di Edison, Edgar ed Estelle, si trovano ad affrontare i problemi di un lungo matrimonio. Estelle ammette ad Edgar di aver avuto una relazione con uno dei partner commerciali del marito. Anche se lei è profondamente dispiaciuta, Edgar ne è molto turbato. Gli amici di liceo di Grace, Willy Harrington e Felicia Miller, stanno vivendo la freschezza del nuovo amore, e hanno deciso di aspettare ad avere rapporti sessuali.
Sean Jackson, un omosessuale non dichiarato, giocatore di football professionistico, sta contemplando la fine della sua carriera con la sua addetta stampa Kara Monahan e il suo agente Paula Thomas. Kara sta organizzando la sua annuale cena a tema "Odio San Valentino", ma si interessa al giornalista sportivo Kelvin, a cui è stato ordinato un servizio televisivo sul giorno di San Valentino, dal suo capo Susan Moralez, con il quale condivide l'odio della vacanza. Paula ha assunto una nuova segretaria di nome Liz Curran, che sta uscendo con l'addetto alla posta Jason Morris. Jason è scioccato quando scopre che Liz ha un secondo lavoro come operatrice di sesso telefonico. Liz spiega che lo sta solo facendo per ripagare il prestito studentesco di 100000 $. Jason è sconvolto, ma alla fine si riconcilia con lei dopo aver visto Edgar perdonare Estelle.
Sean fa coming out davanti a tutta la televisione nazionale, e Wilson, il suo amante, gli fa una sorpresa. Kate torna a casa per salutare suo figlio Edison. Willy riaccompagna Felicia a casa dopo il loro appuntamento e i due si baciano. Kelvin e Kara si incontrano nello studio da cui Kelvin trasmette, dove più tardi si baciano. Alfonso pranza con la moglie, e Grace e Alex decidono di aspettare ad avere rapporti sessuali. Edgar ed Estelle ripetono le loro promesse matrimoniali. Harrison mangia la pizza da solo dopo essere stato apparentemente lasciato da Pamela, e Morley tenta di chiamare Reed, mentre lui inizia con Julia una relazione romantica.

## Colonna sonora
1. Today Was a Fairytale – Taylor Swift
2. Say Hey (I Love You) – Michael Franti & Spearhead
3. I'm in the Mood For Love – Jools Holland & Jamiroquai
4. On the Street Where You Live – Willie Nelson
5. Everyday – Sausalito Foxtrot
6. Stay Here Forever – Jewel
7. Amor – Ben E. King
8. Cupid – Amy Winehouse
9. The Way You Look Tonight – Maroon 5
10. 4 and 20 – Joss Stone
11. Valentino – Diane Birch
12. Te Quiero Dijiste – Nat King Cole
13. Jump Then Fall – Taylor Swift
14. Shine – Black Gold
15. Keep on Lovin' You – Steel Magnolia
16. Somebody to Love – Leighton Meester feat. Robin Thicke
17. I'm Into Something Good – The Bird and the Bee
18. Signed, Sealed, Delivered I'm Yours – Anju Ramapriyam

## Riconoscimenti
- 2010 - MTV Movie Awards
  - Candidatura Miglior bacio a Taylor Lautner e Taylor Swift
- 2011 - People's Choice Awards
  - Candidatura Miglior commedia
- 2010 - Teen Choice Awards
  - Miglior film commedia romantica
  - Miglior sorpresa femminile a Taylor Swift
  - Miglior attore di film commedia romantica a Ashton Kutcher
  - Candidatura Miglior alchimia a Taylor Lautner e Taylor Swift
  - Candidatura Miglior fischio a Jessica Biel
  - Candidatura Miglior bacio a Taylor Lautner e Taylor Swift
  - Candidatura Miglior attrice in un film commedia romantica a Queen Latifah
  - Candidatura Miglior scene stealer maschile a George Lopez
  - Candidatura Miglior scene stealer femminile a Anne Hathaway
- 2011 - ASCAP Award
  - Top Box Office Films a John Debney
- 2010 - Artios Award
  - Candidatura Miglior casting per un film commedia a Deborah Aquila e Tricia Wood
- 2011 - Alliance of Women Film Journalists
  - Candidatura Hall of Shame a Garry Marshall
- 2011 - Guild of Music Supervisors Awards
  - Miglior colonna sonora a Julianne Jordan
- 2010 - Razzie Awards
  - Peggior attore protagonista a Ashton Kutcher
  - Peggior attrice non protagonista a Jessica Alba
  - Candidatura Peggior attore non protagonista a Taylor Lautner
  - Candidatura Peggior attore non protagonista a George Lopez